# 個人的無意識
個人的無意識（こじんてきむいしき）とは、個々の人間に固有な無意識であり、集合的無意識の対語である。個人の人生の過程と関連した不快な記憶や情動、感情を混乱させる幼児期の外傷体験や原始的な本能を抑圧する領域であると同時に、幸福な記憶、芸術的な体験、創造活動の材料の宝庫ともなる、人間の心的活動の大部分を支配する、広大な活動領域である。ドゥルーズ＆ガタリによれば、無意識とは欲望する機械であり、生産する工場でさえある。個人の自我を種々の不快な記憶や苦痛な刺激となる欲求から防衛する機能を持っているうえに、自ら創造する肯定的な機能も兼ね備えている。